# 小藪修
小藪 修（こやぶ おさむ、1947年10月24日 - ）は、大阪府立淀川工業高等学校を経て同志社大学、新日鐵釜石で活躍した元ラグビー選手・指導者である。

## プロフィール
- 大阪府出身。
- 現役時代のポジションはスタンドオフ。
- 日本代表キャップは1。

## 履歴
同志社大学ではチームの司令塔として関西リーグ連覇の原動力となる。
卒業後の1970年、三菱自動車京都に就職が決まりかけていたが、一転新日鐵に入社し、釜石ラグビー部に所属。1年目から社会人優勝に貢献。
1974年からは主将を務める。同年、第4回アジアラグビーフットボール大会決勝戦のスリランカ戦に出場し、キャップ1を獲得。
1976年、監督就任。松尾雄治らが入部し、初の日本選手権制覇に導く。
1978年からの日本選手権V7のうち、最初のV3を指揮し勇退。
1992年からジャパンの監督を務め、1992年アジア大会で優勝、1994年にもアジア大会で優勝し1995年W杯出場権を獲得。「タテ・タテ・ヨコ」をスローガンにフォワードがゲインした後でバックスがトライを決める形を目指したが、本戦ではニュージーランド戦で大敗し（ブルームフォンテーンの悪夢）、その責任を取り退任した。
現在は新日鐵の関連会社に勤務している。